# II. Szenuszert piramisa
II. Szenuszert 48,65 m magas piramisának neve: Felragyogó piramis (Szenuszert megjelenik). A piramis és a hozzá tartozó sírváros a Fajjúm-oázishoz tartozó Hawara-medence bejáratánál épült, a mai El-Lahún település (az egykori Káhún) közelében. Ez az egyik legjobban tanulmányozható téglapiramis.
A középbirodalom idején (legalábbis I. Amenemhattól) szokásos téglapiramisok — amint ezt gyűjtőnevük is mutatja — az óbirodalom kőpiramisaitól alapvetően eltérő módon, vályogtéglából épültek. Ennek megfelelően szerkezetük is alapvetően eltér a kőpiramisokétól.
Alapterülete (akárcsak a középbirodalom többi piramisáé) 105 m x 105 m (105 m = 200 egyiptomi könyök). Alapja szálkőzet: a sárga mészkőtömb felszínét elegyengették. A vályogtéglából készült építmény kőborítását nagyrészt a XIX. dinasztia idején hordták el II. Ramszesz egy építkezéséhez.
A bejárattól folyosó vezet egy előkamráig, onnan újabb, fokozatosan emelkedő folyosó a sírkamra előtti helyiségig. Itt kilencven fokban balra elfordulva juthatunk magába a sírkamrába, amely a piramis délkeleti részében található. Nyugati végében van a vörös gránit szarkofág, ami előtt alabástrom áldozati asztal állt. A helyiség délkeleti sarkából rövid folyosó vezet egy kis oldalkamrába, ahol megtalálták valaki (feltehetően a fáraó) lábcsontjait. A sírkamra északnyugati sarkából induló folyosó a sírkamrát körbefutva az előszobát a sírkamrával összekötő folyosóba torkollik, szimbolikus szigetté változtatva a sírkamrát.
Elsőként Richard Lepsius expedíciója vizsgálta meg az 1840-es években, majd részletesen Flinders Petrie tárta fel. A sírt már az ókorban kirabolták, ennek ellenére a bejárat megtalálása hónapokba telt a régészeknek, mert építői ügyesen elrejtették a piramis melletti udvar kövezete alá.
1889-ben Flinders Petrie II. Szenuszert sírjának egy elárasztott helyiségében talált egy ureuszt, ami eredetileg a fáraó temetkezési kellékei közé tartozhatott. Ez ma a kairói Egyiptomi Múzeumban található. A közelben megtalálták egyik lánya, Szithathorjunet sírját is, benne számos ékszerrel, köztük melldíszekkel és egy diadémmal.

## Galéria

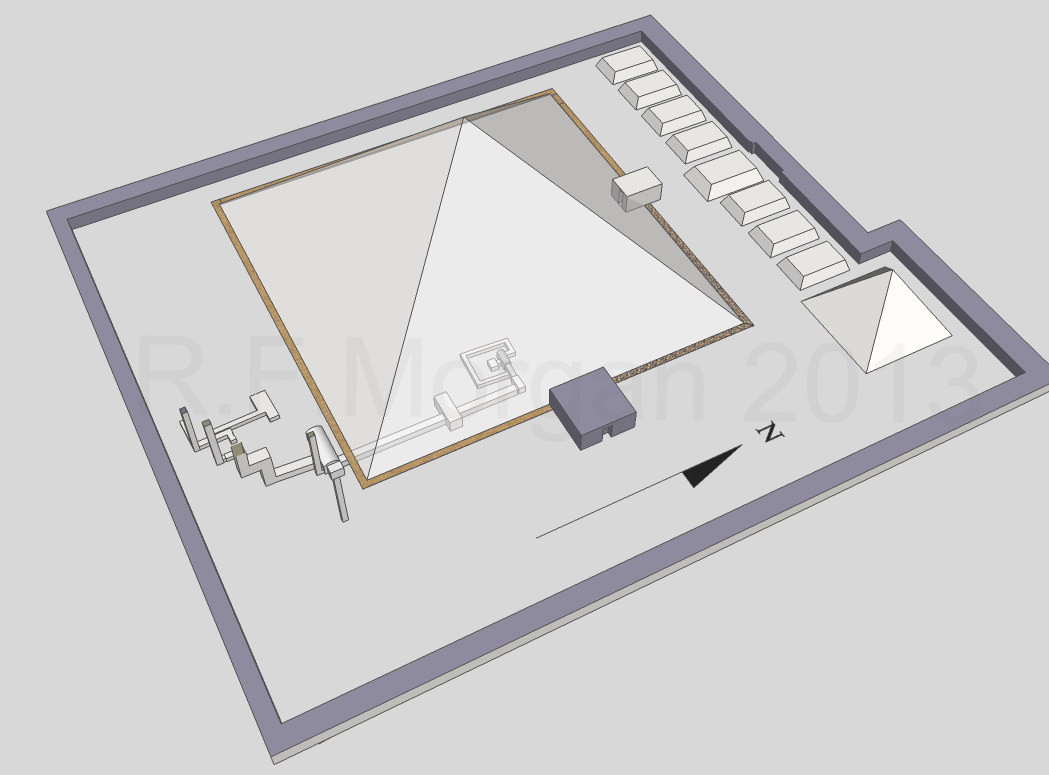
A piramis és folyosói
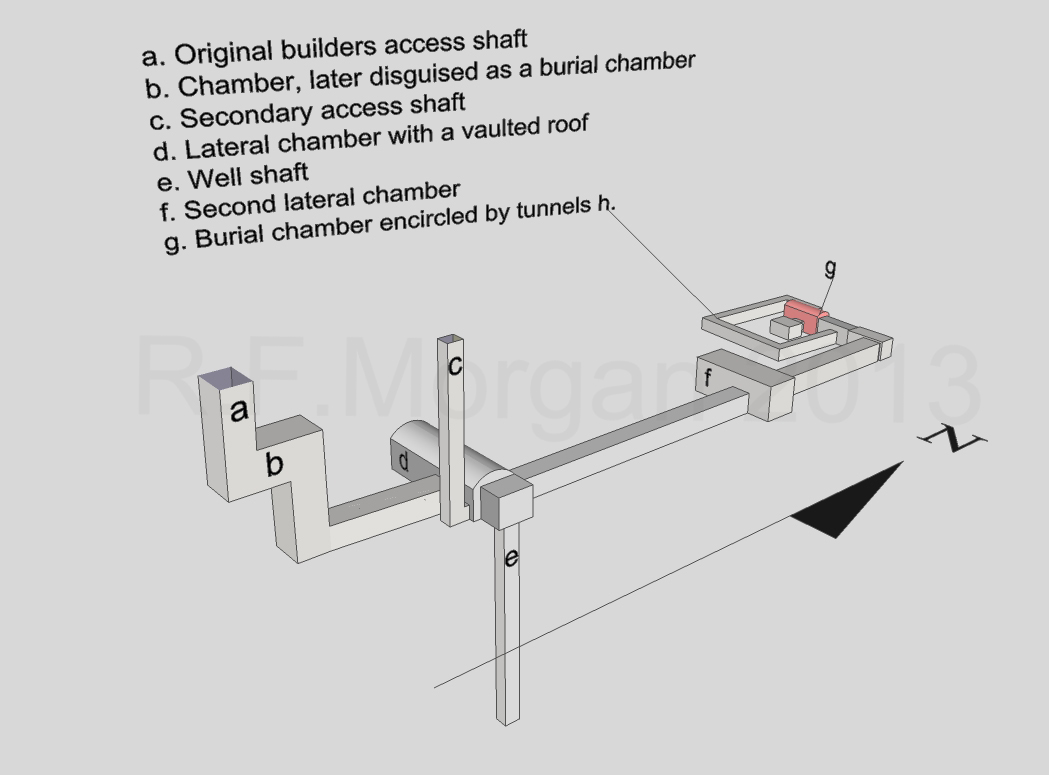
II. Szenuszert halotti kamrája
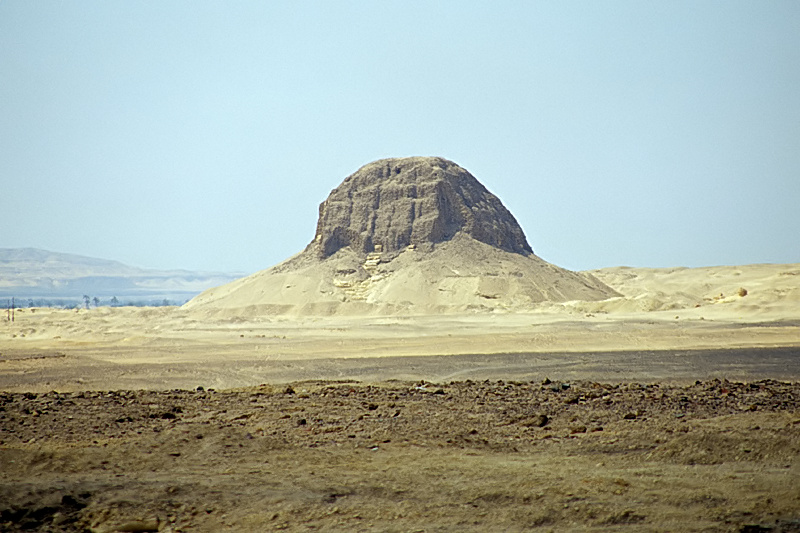
A piramis keleti oldala
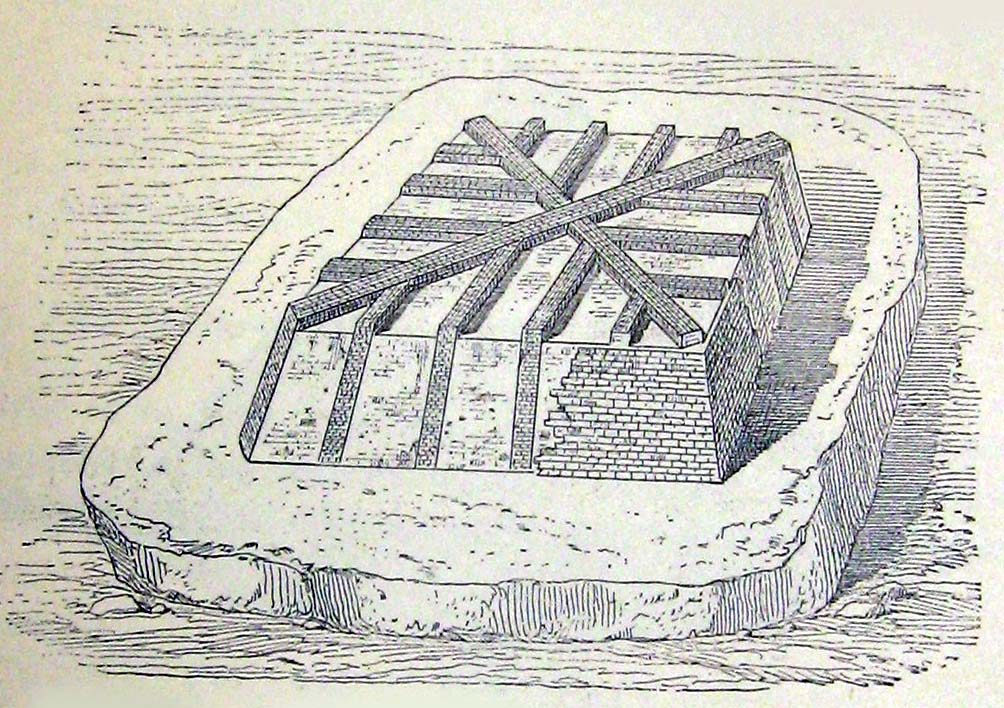
Szerkezeti rekonstrukció
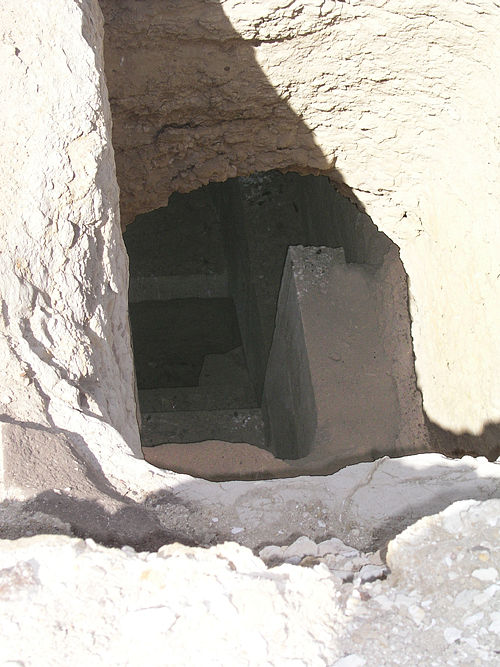
A piramis bejárata